# Макрияннис, Евангелос
Евангелос Макрияннис (греч. Ευάγγελος Μακρυγιάννης; род. 18 июня 2000, Афины) — греческий пловец, специализирующийся в плавании на спине. Призёр чемпионата Европы 2024 года, двукратный чемпион Средиземноморских игр 2022 года. Участник летних Олимпийских игр 2020 года.

## Карьера
Евангелос родился 18 июня 2000 года.
В 2021 гожу принял участие в соревнованиях по плаванию на летних Олимпийских играх в Токио. Принял участие в эстафетном заплыве 4 по 100 метров комплексным плаванием. Греция показала только 14-й результат и в финальном заплыве участие не принимала.
На Средиземноморских играх 2022 года в Алжире, Евангелос сумел завоевать две золотые медали. Ему не было равных на дистанции 100 метров на спине, а также в составе эстафетной четвёрки он одержал победу в эстафете 4 по 200 метров вольным стилем.
В 2023 году на молодёжном чемпионате Европы в Дублине грек завоевал две медали: серебряную на 50 м на спине и бронзовую на 100 м.
В июне 2024 года на чемпионате Европы, который состоялся в Сербии в Белграде Евангелос завоевал три медали. На дистанции 100 метров на спине он стал вторым, уступив победителю 0,6 секунды.